# Diogo Peres
Diogo Peres foi um corsário português do século XVI.

## Biografia
Em 1593, os Espanhóis afirmam que um Português serviu de Guia ao corsário John Burgh nas Caraíbas que terminou no saque da Ilha Margarita. Neste ano, o Piloto Português Diogo Peres conduz James Langton em mais um saque aos Espanhóis nas Caraíbas. No ano anterior deu falsas informações ao Governador Espanhol de Santo Domingo sobre as movimentações de Sir Francis Drake e de George Clifford, 3.º Conde de Cumberland, de modo a facilitar-lhes a pilhagem.